# Charles McBurney

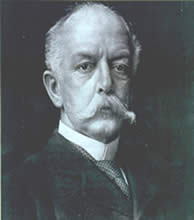
Charles McBurney

Charles McBurney (ur. 17 lutego 1845; zm. 28 czerwca 1913) – amerykański lekarz chirurg. 
W latach 1889–1907 profesor chirurgii na Columbia University. Był pionierem w dziedzinie wykonywania operacji wycięcia wyrostka robaczkowego (appendektomii). W 1889 roku dokonał publikacji, w której określił punkt najsilniejszego bólu w ostrym zapaleniu wyrostka robaczkowego, wprowadził także nowatorski sposób cięcia jamy brzusznej. Zarówno punkt jak i cięcie (zalecone w 1894) noszą obecnie imię McBurneya.